# トリプティコン
トリプティコン (Triptykon) は、スイス出身のエクストリーム・メタルバンド。
同国の代表的メタルバンド「セルティック・フロスト」の中心メンバーだったトム・G・フィッシャーが、同バンドのスタイルを受け継いだグループ。

## 概要・略歴

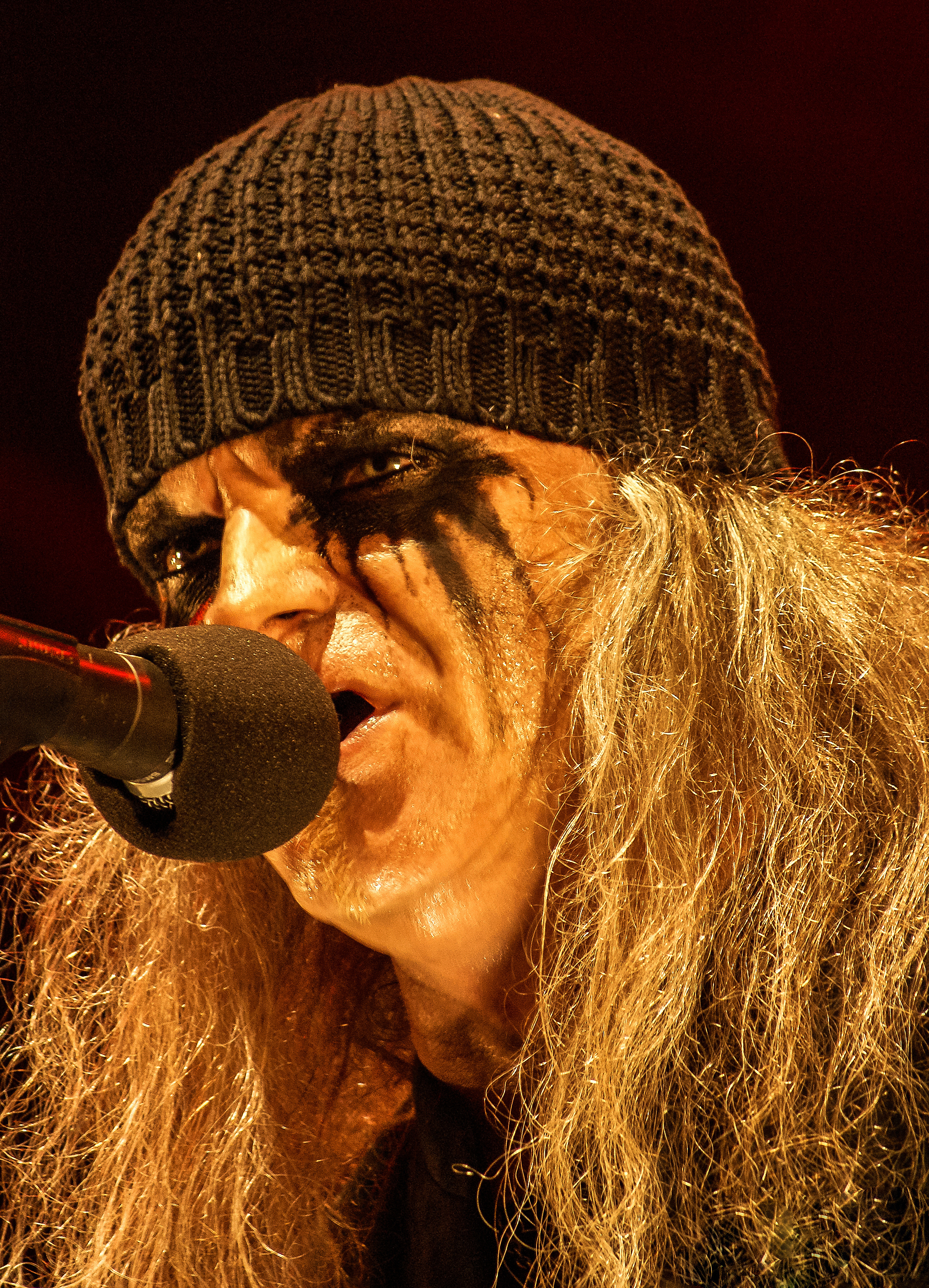
創設者トム・G・フィッシャー (2011年)

2007年、スイスのエクストリーム・メタルバンド「セルティック・フロスト」の中心メンバー　トム・G・ウォリアー（トム・ガブリエル・フィッシャー）が、友人の女性プレイヤー　ヴァンヤ・スレーとサイド・プロジェクトを発足させ、これがバンド形態に発展。
翌2008年、トムはプロジェクトに本腰を入れるため「セルティック・フロスト」を脱退。新バンドに「トリプティコン (Triptykon) 」と名付けて、再スタートを切った。
同年春以降、V・サンチューラ(G)とノルマン・ロンハルド(Ds)が加入して陣容が固まり、ライブ活動を開始。自主レーベル「Prowling Death Records」を設立して、2010年に1stアルバム『Eparistera Daimones』でデビュー。同年には早くも初来日公演を果たす。
同秋にEP「Shatter」もリリースし、この年トムは英Metal Hammer誌主催「Golden Gods Awards」で受賞する栄誉も受けた。
2014年、2ndアルバム『Melana Chasmata』をリリース。
2017年、ノルマン・ロンハルトが離脱し、翌2018年に新ドラマー ハネス・グロスマンが加入。

## スタイル
トム・G・フィッシャーが在籍していた再結成「セルティック・フロスト」末期頃のスタイルを継承し、非常に重いドゥーミーなサウンドを主体としている。バンド名「トリプティコン」も、トムがこれまでのキャリアで興した「ヘルハマー」「セルティック・フロスト」に続く第3のグループという意味を含んでいる。
アルバムジャケットのカヴァーデザインも、セルティック・フロスト時代からの友人である芸術家 H・R・ギーガーが担当した。

## メンバー
※2018年時点

### 現ラインナップ
- トム・ガブリエル・フィッシャー (Thomas Gabriel Fischer) - ボーカル/リズムギター (2008– )　別名トム・G・ウォリアー
- V・サンチューラ (V. Santura) - リードギター (2008– )
- ヴァンヤ・スレー (Vanja Slajh) - ベース (2008– )　女性プレイヤー
- ハネス・グロスマン (Hannes Grossmann) - ドラムス (2018– )

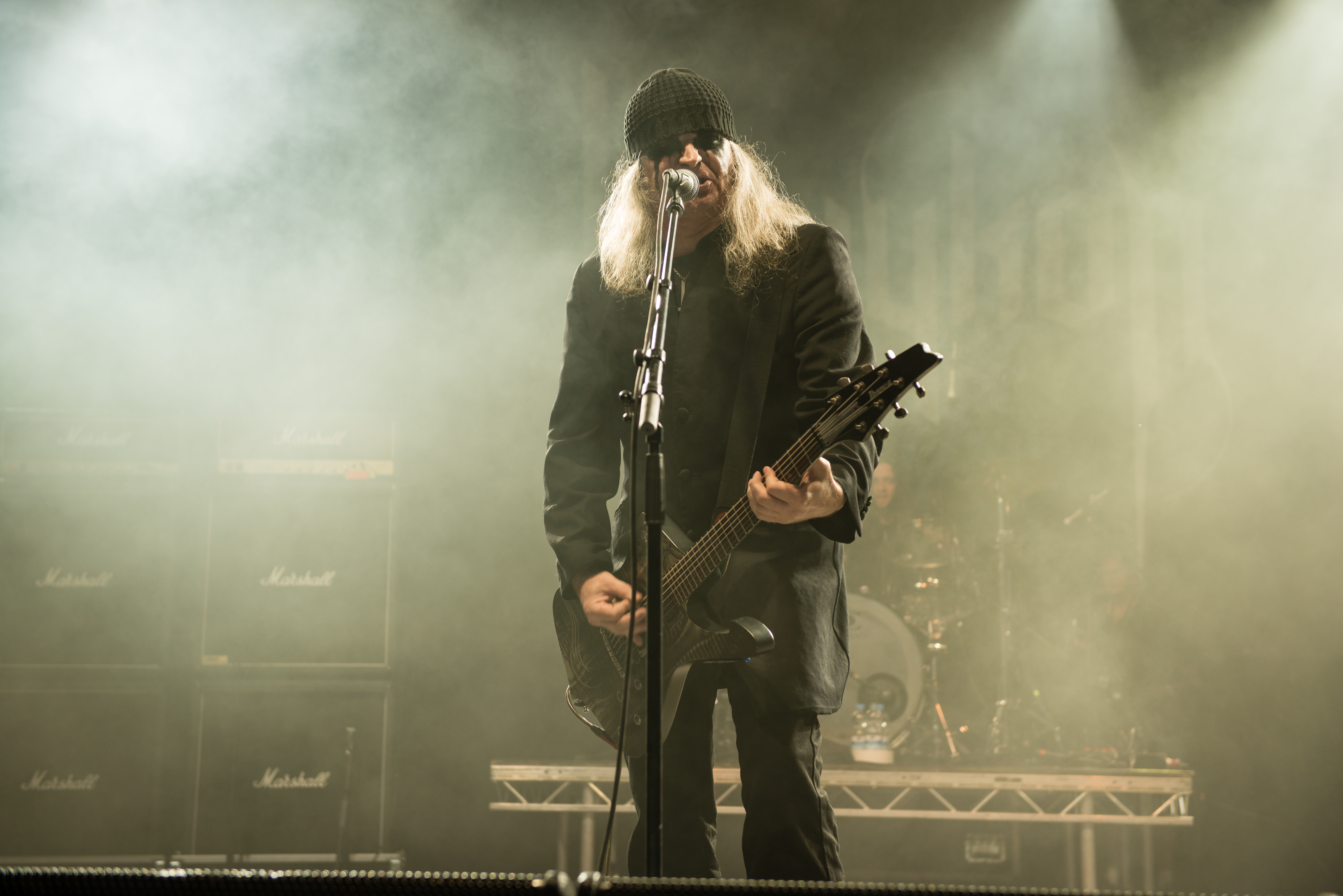
トム・G・フィッシャー(Vo/G) 2014年
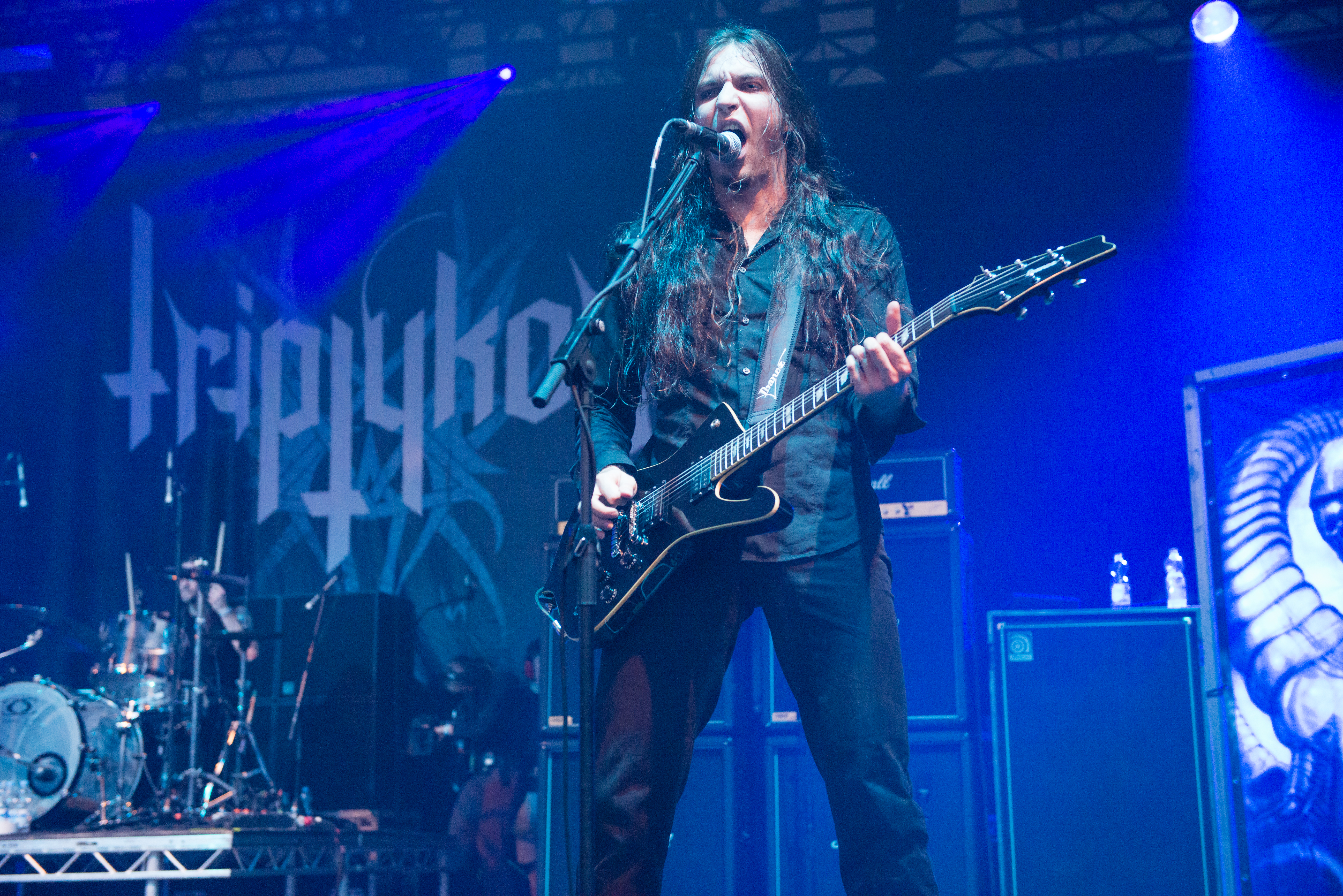
V・サンチューラ(G) 2014年
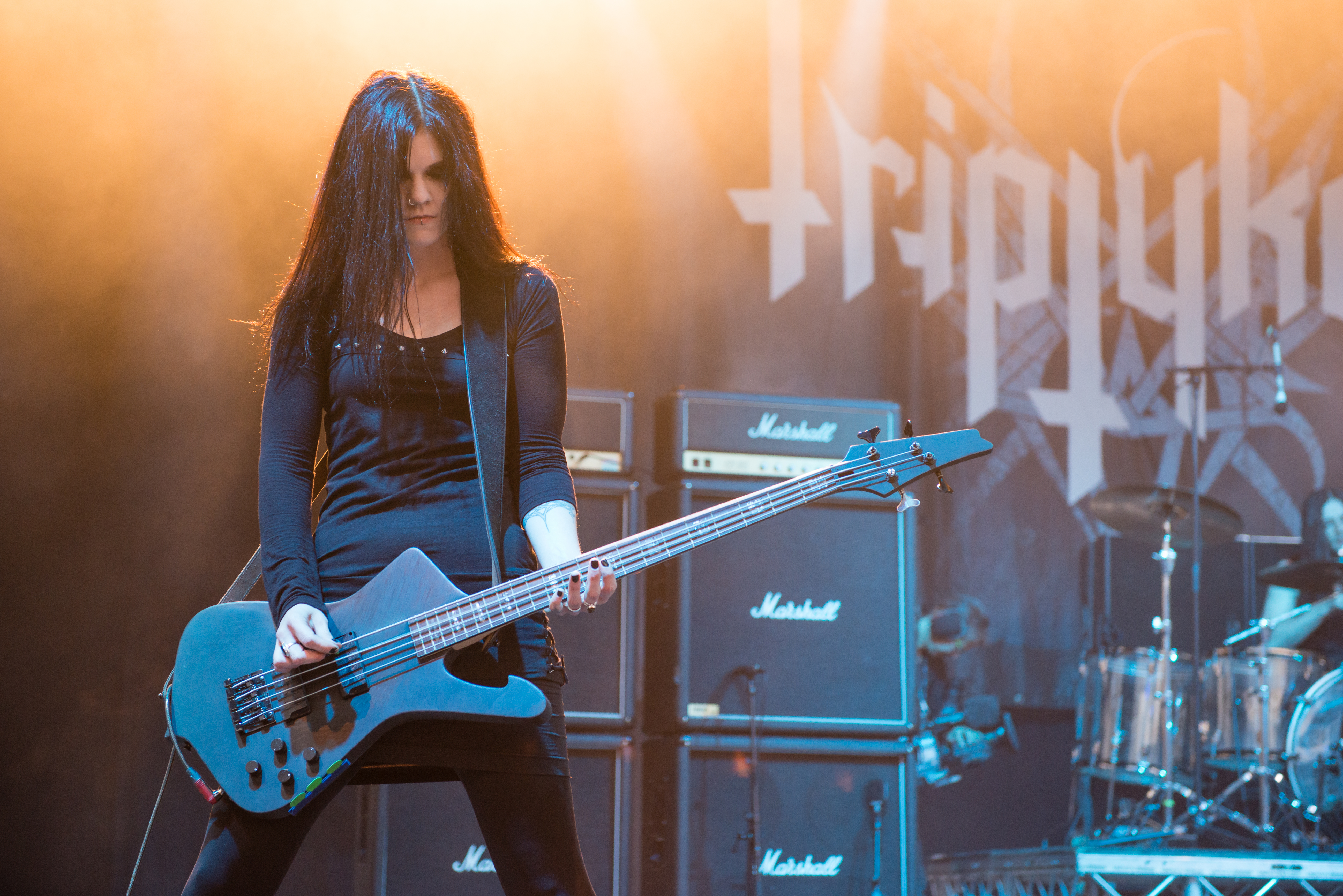
ヴァンヤ・スレー(B) 2014年
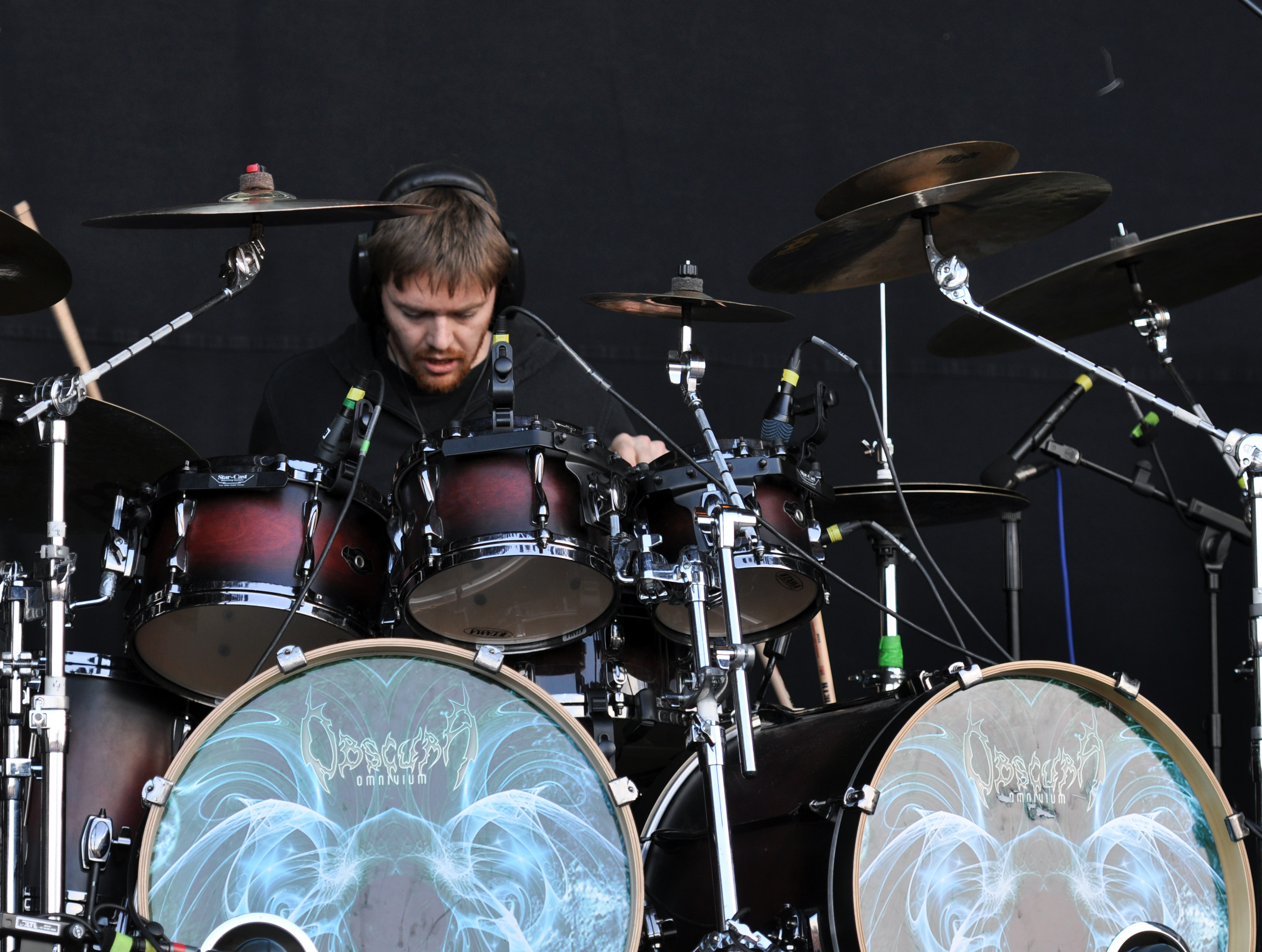
ハネス・グロスマン(Dr) 2013年

### 旧メンバー
- リード・セント マーク (Reed St. Mark) - ドラムス (2008)
- ノルマン・ロンハルト (Norman Lonhard) - ドラムス (2008–2017)

## ディスコグラフィ

### アルバム
- Eparistera Daimones　(2010)
- Melana Chasmata　(2014)

### EP
- Shatter　(2010)

### ライブ・アルバム
- Requiem (Live at Roadburn 2019)　(2020)